# Ras l'front
Ras l'front (en abrégé : RLF) est un réseau associatif français d'extrême gauche,, créé en 1990 à la suite de « l'appel des 250 » (personnalités) dans le but de lutter contre le Front national et ses idées.

## Objet du réseau
Cette organisation avait pour vocation de créer et de stimuler un « mouvement de résistance et de vigilance » contre le fascisme. Elle s'adresse aux citoyens, aux associations, aux syndicats et aux partis politiques pour combattre le Front national, ses alliés et les partis considérés comme défendant les mêmes idées. Ce réseau se veut indépendant, politiquement comme financièrement[réf. nécessaire]. Il est composé de collectifs autonomes, et agit ainsi de façon locale.
Ras l'Front utilise plusieurs moyens d'action :
- Les actions « fortes » et médiatiques contre le Front national ou ce qu'il perçoit comme ses idées. L'une des plus connues a consisté à dérouler une banderole depuis le toit de l'Opéra le 1er mai 1995, alors que Jean-Marie Le Pen prononçait son discours devant ses militants[5].
- La communication vers le public par la distribution de tracts, la vente d'un bimensuel publié par l'association (à la criée et sur abonnement), le collage d'affiches et l'animation des différents collectifs. La directrice de publication a été pendant plusieurs années la journaliste Anne Tristan, militante de la Ligue communiste révolutionnaire (trotskiste) comme un certain nombre d'animateurs de l'association.

L'association publie également des ouvrages pour dénoncer les idées et les actions du Front national, ainsi que pour participer à la réflexion sur les idéologies qu'il considère comme fascisantes.

## Histoire
Depuis la fin des années 1990, l'association semble avoir perdu la plupart de ses militants. Certains collectifs seraient cependant encore actifs .
En 1997, un stand du Salon du Livre tenu par National-Hebdo, journal apparenté au Front national, est mis à sac par des personnes se réclamant de l'association.
Le journaliste d’extrême droite Emmanuel Ratier estime que le mouvement est d'inspiration trotskiste et qu'il instrumentalise le combat antifasciste afin de manipuler les jeunes.
En 2006, « Ras l'Front » rencontre toutefois un écho particulier dans l'extrême gauche, et particulièrement à la Ligue communiste révolutionnaire, d'où viendraient un certain nombre de ses militants. Le réseau est parfois classé à l'extrême gauche.
En 2008, le réseau Ras l'front est en partie dissous.
En 2012, « Quelques collectifs Ras l’front existent encore ».

## Signataires de l'«appel des 250»
Parmi les signataires de l'« appel des 250 » figurent :
| nom                           | profession                                              |
| ----------------------------- | ------------------------------------------------------- |
| Roland Agret                  | écrivain                                                |
| Josianne Alarcon              | secrétaire                                              |
| Jean-Pierre Alaux             | journaliste                                             |
| Yannick Alvarez               | avocat                                                  |
| Michel Amirda                 | avocat                                                  |
| Henry Amzalla                 | psychiatre                                              |
| Christiane André              | militante associative                                   |
| Pierre Arditi                 | comédien                                                |
| Ana Maria Assunçao            | avocate                                                 |
| Jean-Louis Aubert             | artiste                                                 |
| Raymond Aubrac                | ancien résistant                                        |
| Lucie Aubrac                  | ancienne résistante                                     |
| Étienne Balibar               | philosophe                                              |
| Françoise Balibar             | universitaire                                           |
| Richard Baquié                | artiste                                                 |
| Michel Barak                  | universitaire                                           |
| Marie-Christine Barrault      | comédienne                                              |
| Christian Barrère             | universitaire                                           |
| Maurice Barth                 | prêtre                                                  |
| Raymond Barthe                | écrivain                                                |
| Claude Barthélemy             | musicien                                                |
| Alain Bashung                 | artiste                                                 |
| Jean-Claude Bastos            | metteur en scène                                        |
| Mama Bea                      | artiste                                                 |
| Alain Bellet                  | écrivain                                                |
| Souad Benami                  | militant associatif                                     |
| Jean Benetiere                | journaliste                                             |
| Jean Benguigui                | comédien                                                |
| Jean-Luc Bennahmias           | journaliste                                             |
| Christian Bensimon            | médecin                                                 |
| Denis Berger                  | universitaire                                           |
| Catherine Berra               | journaliste                                             |
| Jean-Paul Besset              | journaliste                                             |
| Olivier Bétourné              | journaliste                                             |
| Jacques Bidet                 | universitaire                                           |
| Blachon                       | dessinateur                                             |
| Paul Blanquart                | prêtre                                                  |
| Étienne Bloch                 | magistrat                                               |
| Docteur Blum                  | ancien résistant                                        |
| Marcel Bluwal                 | réalisateur                                             |
| Jacques de Bonis              | journaliste                                             |
| Lucien Bonnafé                | médecin                                                 |
| Bettisz Boob                  | groupe musical                                          |
| Isabelle Borde                | avocate                                                 |
| Paul Bouaziz                  | avocat                                                  |
| Pierre Bouaziz                | avocat                                                  |
| Simone Bouaziz                | avocate                                                 |
| François Bouillon             | peintre                                                 |
| Claude Bourdet                | ancien résistant                                        |
| Pierre Bourdieu               | universitaire                                           |
| Pierre Bouteiller             | journaliste                                             |
| Pauline Boutron               | militante associative                                   |
| Carlos Bravo                  | militant associatif                                     |
| Émile Breton                  | journaliste                                             |
| Marie-France Brive            | universitaire                                           |
| Pierre Broue                  | historien                                               |
| Paule Bruneau                 | militante associative                                   |
| Patrick Bruel                 | artiste                                                 |
| Suzanne de Brunhoff           | universitaire                                           |
| Michel Butel                  | journaliste                                             |
| Cabu                          | dessinateur                                             |
| Jean-François Canape          | musicien de jazz                                        |
| Claude Carasso                | universitaire                                           |
| Jean Cardonnel                | dominicain                                              |
| Michel Cardoze                | journaliste                                             |
| Philippe Carles               | journaliste                                             |
| Laurent Carniol               | journaliste                                             |
| Maria Casares                 | artiste                                                 |
| Sylvie Caster                 | journaliste                                             |
| Roland Castro                 | architecte                                              |
| André Cellier                 | comédien                                                |
| Gérard Chaouat                | chercheur                                               |
| Jacques Charby                | comédien                                                |
| François Chaumette            | comédien                                                |
| Jean-Louis Chautemps          | musicien                                                |
| Henri Chrétien                | ancien résistant                                        |
| François Cheval               | conservateur du musée                                   |
| Jean Chesneaux                | universitaire                                           |
| Denis Clair                   | journaliste                                             |
| Claude Clavel                 | peintre                                                 |
| Jérôme Clément                | directeur de chaîne TV                                  |
| Gérard Cléry                  | journaliste                                             |
| Marc Cohen                    | journaliste                                             |
| Alice Colanis                 | militante associative                                   |
| Claude Confortès              | réalisateur                                             |
| Robin Cook                    | écrivain                                                |
| Fanny Cottençon               | comédienne                                              |
| Annick Coupé                  | syndicaliste                                            |
| Marc Coutty                   | journaliste                                             |
| Monique Crinon                | militante associative                                   |
| René Cruse                    | pasteur                                                 |
| Gabriel Cullioli              | écrivain                                                |
| Philippe Cyroulnik            | critique                                                |
| Didier Daeninckx              | écrivain                                                |
| Christine Daure-Serfaty       | écrivaine                                               |
| Yvan Dautin                   | artiste                                                 |
| Jean-Paul Dekiss              | réalisateur                                             |
| Víctor de la Fuente           | journaliste                                             |
| Hélène Delavault              | artiste                                                 |
| Jean-Louis Delbes             | artiste                                                 |
| Christian Delorme             | journaliste                                             |
| Hervé Delouche                | journaliste                                             |
| Gérard Delteil                | écrivain                                                |
| Jean-Claude Demari            | critique                                                |
| René Denizot                  | critique                                                |
| Jean Deroche                  | architecte                                              |
| Maria Deroche                 | architecte                                              |
| Jérôme Deschamps              | comédien                                                |
| Henri-Sacha Dillot            | ancien résistant                                        |
| Ana de Staal                  | journaliste                                             |
| Gilles de Staal               | graphiste                                               |
| Jean-Paul Dollé               | écrivain                                                |
| Maurice Dugowson              | réalisateur                                             |
| Alain Dugrand                 | réalisateur                                             |
| Anny Duperey                  | comédienne                                              |
| Daniel Edinger                | réalisateur                                             |
| Jean Elleinstein              | historien                                               |
| Claire Etcherelli             | écrivaine                                               |
| Christian Etelin              | avocat                                                  |
| Marie-Christine Etelin        | avocate                                                 |
| Rémi Fauvernier               | psychologue                                             |
| Gaston Ferdière               | médecin                                                 |
| Jean Ferrat                   | artiste                                                 |
| Max de Fleurmont              | publicitaire                                            |
| Jean-Yves Follezou            | cancérologue                                            |
| Jeanne Folly                  | journaliste                                             |
| Rémi Fontaine                 | journaliste                                             |
| Patrice Fontanarosa           | soliste                                                 |
| Jeanne Fouet                  | universitaire                                           |
| Jean-Louis Foulquier          | journaliste                                             |
| Laurence Fortin               | avocate                                                 |
| Sami Frey                     | comédien                                                |
| Bernard Frize                 | artiste                                                 |
| Jacques Gaillot               | évêque                                                  |
| Pierre Garcette               | plasticien                                              |
| Nicole Garcia                 | comédienne                                              |
| Sylvain Garel                 | critique                                                |
| Gérard Gatinot                | journaliste                                             |
| Claude Gault                  | journaliste                                             |
| Gébé                          | dessinateur                                             |
| Alain Gerber                  | écrivain                                                |
| Gertman                       | dessinateur                                             |
| François Gèze                 | éditeur                                                 |
| Bernard Giraudeau             | comédien                                                |
| André Gisselbrecht            | universitaire                                           |
| Marc Giuliani                 | journaliste                                             |
| Maurice Godelier              | universitaire                                           |
| Romain Goupil                 | réalisateur                                             |
| Jean-Loup Graton              | journaliste                                             |
| André Grimaldi                | médecin                                                 |
| Félix Guattari                | psychanalyste                                           |
| Catherine Guigon              | journaliste                                             |
| Gisèle Halimi                 | avocate                                                 |
| Noudia Hamdache-Galvez        | avocate                                                 |
| Cherifa Hamdoune              | secrétaire                                              |
| Mohammed Harbi                | écrivain                                                |
| Jacques Hassoun               | médecin                                                 |
| Martine Hassoun               | journaliste                                             |
| Nina Heissler                 | ancienne déportée                                       |
| Simone Iff                    | militante associative                                   |
| Indochine                     | groupe musical                                          |
| Francis Jacob                 | avocat                                                  |
| Albert Jacquard               | généticien                                              |
| Raymond Jean                  | écrivain                                                |
| Francis Jeanson               | philosophe                                              |
| Christiane Jeanson            | philosophe                                              |
| Daniel Gentot                 | journaliste                                             |
| Frank Johannes                | journaliste                                             |
| Marc Jolivet                  | comédien                                                |
| Marcel-Francis Kahn           | professeur de médecine                                  |
| Liliane Kandel                | sociologue                                              |
| Daniel Karlin                 | réalisateur                                             |
| Antoinette Karlinsky          | journaliste                                             |
| Basile Karlinsky              | journaliste                                             |
| K.S. Karol                    | journaliste                                             |
| Stéphanie Katz                | journaliste                                             |
| Kent (groupe musical)         | groupe musical                                          |
| Nacer Kettane                 | écrivain                                                |
| Ladislas Kijno                | peintre                                                 |
| Jean-Claude Klein             | musicologue                                             |
| Guy Konopnicki                | journaliste                                             |
| Maurice Kriegel-Valrimont     | ancien résistant                                        |
| Jean-Michel Krivine           | chirurgien                                              |
| Serge Kriwkovski              | ancien résistant                                        |
| Pascal Krop                   | écrivain                                                |
| Vincent Labeyrie              | universitaire                                           |
| Jean Labib                    | réalisateur                                             |
| Georges Labica                | philosophe                                              |
| Olivier Le Cour Grandmaison   | universitaire                                           |
| L'Affaire Louis' Trio         | groupe musical                                          |
| La Fiancée du Pirate          | groupe musical                                          |
| Tony Laine                    | psychiatre                                              |
| Mehdi Lallaoui                | écrivain                                                |
| Mano Negra                    | groupe musical                                          |
| Bernard Langlois              | journaliste                                             |
| Denis Langlois                | avocat                                                  |
| Jeannette Laot                | syndicaliste                                            |
| Frédéric Larsen               | écrivain                                                |
| André Landouze                | militant associatif                                     |
| Bernard Lefort                | journaliste                                             |
| Anne Legall                   | militante associative                                   |
| Gustave Legros                | avocat                                                  |
| Évelyne Le Garrec             | écrivaine                                               |
| Maurice Léon                  | ancien résistant                                        |
| Le Plan                       | militant associatif                                     |
| Michel Lequenne               | critique                                                |
| Les Ablettes                  | groupe musical                                          |
| Les Garçons bouchers          | groupe musical                                          |
| Thierry Lévy                  | avocat                                                  |
| Lio                           | artiste                                                 |
| Serge Livrozet                | écrivain                                                |
| Pierre Loiseau                | journaliste                                             |
| Loup                          | dessinateur                                             |
| Francis Limerat               | artiste                                                 |
| Daniel Lindenberg             | sociologue                                              |
| Vincent Lindon                | comédien                                                |
| Lise London                   | ancienne résistante                                     |
| Michael Löwy                  | philosophe                                              |
| Yves Lunot                    | militant associatif                                     |
| Colette Magny                 | artiste                                                 |
| Macha Makeïeff                | comédienne                                              |
| Denis Manuel                  | comédien                                                |
| Maurane                       | artiste                                                 |
| Jacques Monory                | artiste                                                 |
| Noël Mamère                   | journaliste                                             |
| Jean Marari                   | architecte                                              |
| Pierre Marcelle               | écrivain                                                |
| Lilly Marcou                  | universitaire                                           |
| Francis Marmande              | critique                                                |
| Jean-Pierre Martin            | psychiatre                                              |
| Roger Martin                  | écrivain                                                |
| Gustave Massiah               | sociologue                                              |
| Elli Medeiros                 | artiste                                                 |
| Claude Meillassoux            | universitaire                                           |
| Daniel Mesguich               | comédien                                                |
| Samia Messaoudi               | journaliste                                             |
| Andrée Michel                 | militante associative                                   |
| Graziella de Michele          | artiste                                                 |
| Patrick Mignard               | universitaire                                           |
| Daniel Millaud                | artiste                                                 |
| Ariane Mnouchkine             | metteuse en scène                                       |
| Georges Montaron              | journaliste                                             |
| Chantal Montellier            | dessinateur                                             |
| Florence Montreynaud          | écrivaine                                               |
| Patrick Mony                  | militant associatif                                     |
| Alain Moreau                  | éditeur                                                 |
| Gérard Moreau                 | éditeur                                                 |
| Hugo M. Moreno                | universitaire                                           |
| Georges Moustaki              | artiste                                                 |
| Daniel Nadaud                 | artiste                                                 |
| Maurice Nadeau                | éditeur                                                 |
| Sami Naïr                     | professeur                                              |
| Raja Nasrallah                | journaliste                                             |
| Michel Naudy                  | journaliste                                             |
| Niagara                       | groupe musical                                          |
| Nicoletta                     | artiste                                                 |
| Tom Novembre                  | artiste                                                 |
| OTH                           | groupe musical                                          |
| Albert Ouzoulias              | ancien résistant                                        |
| Claude Paoli                  | avocat                                                  |
| Sylvie Papasian               | avocate                                                 |
| Michel Payson                 | artiste                                                 |
| Claude Pennetier              | historien                                               |
| Gilles Perrault               | écrivain                                                |
| Roger Pic                     | cinéaste                                                |
| Michel Piccoli                | comédien                                                |
| Claude Piéplu                 | comédien                                                |
| Bernard Piffaretti            | peintre                                                 |
| Jean-Claude Polack            | journaliste                                             |
| Jacques Poli                  | artiste                                                 |
| Daniel Pontoro                | artiste                                                 |
| Frédéric Pottecher            | journaliste                                             |
| Géraud De La Pradelle         | universitaire                                           |
| Raymond Pronier               | journaliste                                             |
| Jean-Jacques Py               | journaliste                                             |
| Jean-Pierre Ramsay            | éditeur                                                 |
| Jacques Rancière              | universitaire                                           |
| Roland Rappaport              | avocat                                                  |
| Maurice Rajsfus               | écrivain                                                |
| Denis Fernandez Recatala      | écrivain                                                |
| Luis Rego                     | artiste                                                 |
| Catherine Ribeiro             | artiste                                                 |
| Jean-Pierre Ricco             | groupe musical                                          |
| Denis Rigal                   | universitaire                                           |
| Christine Rigollet            | journaliste                                             |
| Marcel Rigout                 | député                                                  |
| Danielle Riva                 | militante associative                                   |
| Henri Rol-Tanguy              | ancien résistant                                        |
| Aldo Romano                   | musicien                                                |
| David Rousset                 | écrivain                                                |
| Francis Rudel                 | sculpteur                                               |
| Alain Ruellan                 | écrivain                                                |
| Françoise Ruellan             | écrivaine                                               |
| Jean-Claude Ruggirello        | artiste                                                 |
| Marie-Hélène Saghai-Coudroy   | musicologue                                             |
| Raoul Sangla                  | réalisateur                                             |
| Antoine Sanguinetti           | réalisateur                                             |
| Claude Santelli               | réalisateur                                             |
| Sarkis                        | artiste                                                 |
| Catherine Sauvage             | artiste                                                 |
| Laurent Schwartz              | chercheur                                               |
| Renaud Séchan                 | artiste                                                 |
| Thierry Séchan                | écrivain                                                |
| Catherine Sellers             | comédienne                                              |
| Delphine Seyrig               | comédienne                                              |
| Lucien Sfez                   | écrivain                                                |
| Jean Simon                    | artiste                                                 |
| Jean-Claude Silbermann        | peintre                                                 |
| Bruno Simonetta               | avocat                                                  |
| Noël Simsolo                  | artiste                                                 |
| Siné                          | dessinateur                                             |
| Catherine Sinet               | journaliste                                             |
| Daniel Singer                 | journaliste                                             |
| Jeanne Singer                 | chercheuse                                              |
| Philippe Sollers              | écrivain                                                |
| Francesca Solleville          | artiste                                                 |
| Antoine Spire                 | journaliste                                             |
| Peter Stämpfli                | peintre                                                 |
| Sacha Strelkoff               | dessinateur                                             |
| Maya Surduts                  | militante associative                                   |
| Pierre Tabard                 | comédien                                                |
| Jean-Philippe Talbo Bernigaud | éditeur                                                 |
| Tardi                         | dessinateur                                             |
| Jacques Tarnero               | sociologue                                              |
| Véronique Taveau              | journaliste                                             |
| Michel Taubmann               | journaliste                                             |
| Haroun Tazieff                | vulcanologue                                            |
| Hervé Télémaque               | artiste                                                 |
| Frank Tenaille                | journaliste                                             |
| Jacques Testard               | biologiste                                              |
| Henri Textier                 | musicien                                                |
| Paul-Louis Thirard            | critique                                                |
| Charles Tillon                | ancien résistant                                        |
| Alkema Tjeerd                 | artiste                                                 |
| Jean-Paul Touzak              | ancien résistant                                        |
| Roger Trefeu                  | journaliste                                             |
| Anne Tristan                  | journaliste                                             |
| Pierre Tual                   | artiste                                                 |
| Jacques Valier                | universitaire                                           |
| Gérard Vallès                 | journaliste                                             |
| Jean-Marc Vantillard          | journaliste                                             |
| Eleni Varikas                 | historien                                               |
| Marie-Hélène Vaunois          | militante associative                                   |
| Raymond Vial                  | ancien résistant                                        |
| Monique Veilletet-Carves      | journaliste                                             |
| Viallat                       | peintre                                                 |
| Jeanne Vidal                  | militante associative                                   |
| Pierre Vidal-Naquet           | universitaire                                           |
| Yamina Vierge                 | militante associative                                   |
| Jean-François Vilar           | écrivain                                                |
| Jean-Marie Vincent            | universitaire                                           |
| Claude Vinci                  | artiste                                                 |
| Henriette Viollos             | ?                                                       |
| Marina Vlady                  | comédienne                                              |
| Lucien Volle                  | ancien résistant                                        |
| Robert Vollet                 | ancien résistant                                        |
| Jean-Louis Weil               | avocat                                                  |
| Wiaz                          | dessinateur                                             |
| Olivier Wicker                | journaliste                                             |
| Willem                        | dessinateur                                             |
| Georges Wolinski              | dessinateur                                             |
| Gilles Wolman                 | peintre                                                 |
| Guido Zefferi                 | peintre                                                 |
| Fred Zeller                   | ancien résistant, homme politique, peintre, franc-maçon |

## Actions en justice
En janvier 1997, Jean-Marie Le Pen est condamné à verser un franc symbolique à l'association pour l'avoir qualifiée de « mouvement de tueurs de flics ».
En mai 2007, Ras l'front est condamné pour diffamation publique après avoir appelé en 2005 à manifester contre une conférence donnée par la Fondation Jérôme-Lejeune.

## Publications de Ras l'front
- La Résistible ascension du F. Haine, Éditions Syllepse, 1996, 255 pages (ISBN 978-2-907993-32-6)
- Petit manuel de combat contre le Front National, Flammarion, 2004, 304 pages, (ISBN 978-2-08-068602-2)